# Villa Spada (Roma)
Villa Spada è una frazione di Roma Capitale, situata in zona Z. II Castel Giubileo, nel territorio del Municipio Roma III (ex Municipio Roma IV).
Sorge a cavallo della via Salaria, ad est sull'omonimo colle, ad ovest fino alle sponde del vicino fiume Tevere. È separata da Fidene da un ponte del XIX secolo sulla via Radicofani.
Nel lato ovest lungo la via Salaria, sorgono edifici come il palazzo della sede di Sky Italia e il circolo "Villa Spada" del centro logistico della Guardia di Finanza.

## Monumenti e luoghi d'interesse

### Architetture civili
- Casale di Villa Spada, su via Piteglio. Casale del XIX secolo. 41.978828°N 12.510286°E

Appartenuto alla famiglia Spada, dà il nome alla frazione. Altra dimora della famiglia è Villa Spada al Gianicolo, sede dell'Ambasciata d'Irlanda presso la Santa Sede.

### Architetture religiose
- Chiesa di Sant'Innocenzo I papa e San Guido vescovo, su via Radicofani. 41.971245°N 12.507455°E

Parrocchia eretta il 1º marzo 1981 con decreto del cardinale vicario Ugo Poletti.

## Infrastrutture e trasporti
|  | È raggiungibile dalla stazione di Fidene. |